# Dolichurus carbonarius
Dolichurus carbonarius (лат.) — вид ос рода Dolichurus из семейства Ampulicidae. 

## Распространение
Австралия (широко распространены по всему материку).

## Описание
Мелкого размера осы (длина самок от 5,6 до 8,2 мм; самцы от 3,3 до 6,0 мм), в основном чёрного цвета. Ноги коричневые. На лбу имеется беловатый выступ, к которому прикрепляются усики. Самки D. carbonarius отличаются наличием уникальной при поднятой лобной платформы, блестящими теменем, скутумом и скутеллюмом. Dolichurus carbonarius сходен с видами D. yungaburra и D. crenatus. Усики самок 12-члениковые, у самцов — 13-члениковые. Переднеспинка широкая; нотаули развиты. Брюшко в основании широкое, в передних крыльях по 3 радиомедиальные ячейки.
Предположительно, как и другие виды своего рода, охотятся на тараканов, которых жалят, парализуют и откладывают на них свои яйца.